# Краснополянский сельский округ (Карагандинская область)
Краснополянский сельский округ (каз. Красная поляна ауылдық округі) — административная единица в составе Шетского района Карагандинской области Казахстана. Административный центр — село Красная Поляна.
Население — 1299 человек (2009; 1675 в 1999).
Прежние названия сел Бекет — Пикет (Большие Торткульские Огороды), Карамурун — Карамурын. Ликвидированы села Байкара и Сулу-Медине.

## Состав
| Населённый пункт     | Население, человек (1999) | Население, человек (2009) |
| -------------------- | ------------------------- | ------------------------- |
| Бекет, село          | 273                       | 288                       |
| Дерипсал, село       | 170                       | 88                        |
| Карамурун, село      | 446                       | 301                       |
| Красная Поляна, село | 786                       | 622                       |